# FSVフランクフルト
フースバルシュポルトフェアアイン・フランクフルト1899 e.V.（Fußballsportverein Frankfurt 1899 e.V.、通称FSVフランクフルト（FSV Frankfurt）は、ドイツのフランクフルト・アム・マインのボルンハイム地区を本拠地とするサッカークラブ。同じくフランクフルトを本拠地とするサッカークラブにアイントラハト・フランクフルトがある。

## 歴史
1899年に創設された。戦前は有力クラブの一つであり、1925年にはドイツ国内で準優勝を果たし、1938年にもカップ戦で決勝に進出した。1990年代よりクラブは徐々に失速し、ブンデスリーガ2部、レギオナルリーガ、オーバーリーガと降格していった。2007年、オーバーリーガ（ヘッセン地区）での優勝を果たし、レギオナルリーガ復帰を果たした。2007-2008シーズンはレギオナルリーガ南部で優勝し、ブンデスリーガ2部への昇格を果たした。
女子クラブはサッカー・ブンデスリーガにおける有力クラブであり、1990年代には2度のリーグ戦優勝と4度のカップ戦優勝を果たした。

## タイトル

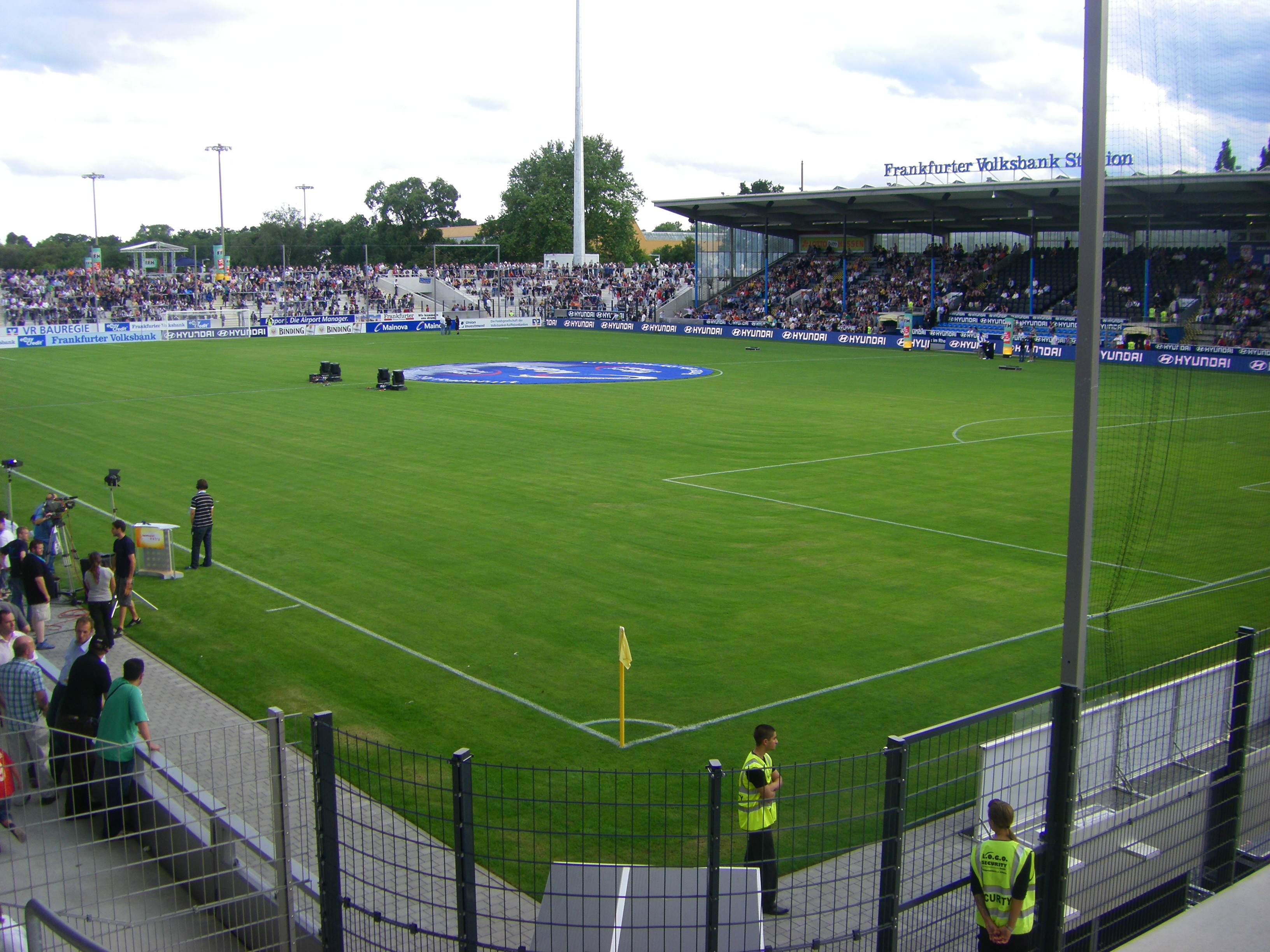
スタジアムの風景

### 国内タイトル
- レギオナルリーガ南部：1回

2007-08

### 国際タイトル
なし

## 過去の成績
- 2007-08 レギオナルリーガ南部 優勝 昇格
- 2008-09 ブンデスリーガ2部 15位
- 2009-10 ブンデスリーガ2部 15位
- 2010-11 ブンデスリーガ2部 13位
- 2011-12 ブンデスリーガ2部 13位
- 2012-13 ブンデスリーガ2部 4位
- 2013-14 ブンデスリーガ2部 13位
- 2014-15 ブンデスリーガ2部 13位
- 2015-16 ブンデスリーガ2部 17位 降格
- 2016-17 ブンデスリーガ3部 20位 降格

## 歴代監督
- トーマス・オラル 2006-2009, 2015-2016
- ベンノ・メールマン 2011-2015
- ファルコ・ゲッツ 2016
- ローランド・ヴラベッツ 2016-

## 歴代所属選手
- ジョアン・オマリ（2013-2015）